# بطحيش متقوس
بطحيش متقوس (الاسم العلمي: Cyprinodon arcuatus) (بالإنجليزية: Santa Cruz pupfish)‏ هو نوع من الأسماك يتبع جنس البطحيش من الفصيلة البطحيشية.